# Gran Turismo 4
Gran Turismo 4 (グランツーリスモ4 Guran Tsūrisumo Fō, förkortat GT4) är det fjärde racingspel i spelserien Gran turismo och släpptes sent 2004 i Japan, men släpptes våren 2005 i Europa och USA. Spelet är utgivet av Sony Computer Entertainment, Incorporated, men utvecklat av japanska Polyphony Digital. Spelet är utvecklat och släppt till Playstation 2 och är det sista spelet i serien att stödjas för Playstation 2. Grand Turismo fyras Spelmotor är en stor hit och återanvänds i andra spel av Polyphony Digital, som Tourist Trophy. Playstation 2 hade bara 4 spel som stödjer 1080i och Polyphony Digital står bakom två av de, Gran Turismo 4 och Tourist Trophy. Spelet var det bäst säljande spelet 2005, och 2006 släpptes en onlinefunktion i Japan.
Spelet var planerat att släppas 2003, men blev försenat ett och ett halvt år. Trots den stora förseningen var spelet en stor hit för Polyphony Digitals och har sålts i närmare 12 miljoner gånger. Det finns över 700 bilar allt från 1886 (Benz Patent Motor Wagen) till konceptbilar, från 80 olika tillverkare och 19 länder. De flesta bilarna i spelet går att modifiera både effektmässigt och till utseendet. Spelet består också av 51 banor från världen över, allt från Nürburgring till Nascarbanor.

## Spelupplägg
Spelaren kan vinna poäng genom att vinna tävlingar i A-Spec-läget, där man tävlar mot AI-motståndare. Varje tävling kan ge max 200 A-Spec poäng och poängen bestäms av hur stor fördel du eller motståndarna har. Om man har vunnit ett event redan kan man inte få poäng från det igen om man inte använder sig av en sämre bil.
Spelet har också 34 olika uppdrag, varje uppdrag genererar 250 poäng, och både bana och motståndare är förbestämd. Det finns 4 typer av uppdrag The pass, Lap Battle, Slipstream Battle och Lap Magic.
B-Spec är läget då man spelar ur stallets perspektiv och fungerar bara inte på snö, grus eller blöta banor. Man ser bilens position, hur bra däcken är och bränslenivån. Man ger ordet till föraren när han ska köra om, hur aggressivt bilen ska köras och bestämmer när depåstopp ska göras. I depån kan man bestämma vilka däck man ska ha, om bilen ska tankas och vilket läger man ska köra i, A eller B-spec. I B-spec kan även få tävlingen att gå upp till 3 gånger fortare. Poäng delas även ut i B-spec, poängen gör dig bättre i B-spec, förmågan att kunna hantera fordonet och kunna banor.